# Massimo Tamburini
Massimo Tamburini (* 28. November 1943 in Rimini; † 6. April 2014 in San Marino) war ein italienischer Konstrukteur.

## Leben
Massimo Tamburini wurde 1943 als Kind einer bäuerlichen Familie geboren. Er ging auf das Istituto Tecnico Industriale di Rimini, das er aber aus gesundheitlichen Gründen nicht bis zum Abschluss besuchte. Mit 18 Jahren hatte er eine Ausbildung im Sanitär- und Heizungsbereich absolviert. 1961 heiratete er seine Ehefrau Pasquina, mit der er drei Söhne hatte – Morena, Andreas und Simon.
Nachdem bei Tamburini im November 2013 Lungenkrebs festgestellt wurde, starb er im April 2014 in einem Krankenhaus in San Marino.

## Karriere
Das erste Motorrad, das Tamburini komplett neu aufbaute, war 1971 eine MV Agusta 600 Turismo, die er auf 750 cm³ und Kettenantrieb statt Kardanantrieb umbaute. Mit einem selbstgebauten Rohrrahmen, mit neuem Aluminiumtank und neuem Heckteil entstand so ein bemerkenswertes Sportmotorrad.
1973 gründete er mit Valerio Bianchi und Giuseppe Morri 1973 das Unternehmen Bimota – Bianchi Morri Tamburini – um Motorräder zu bauen. Ein wesentlicher Impuls zur Unternehmensgründung war sein Sturz mit einer Honda CB750 Four auf der Rennstrecke von Misano in der Quercia-Spitzkehre im gleichen Jahr.

„Non fossi caduto alla Quercia forse non avrei nemmeno fatto le Bimota.“

 (dt. Übersetzung: "Wenn ich bei der Quercia nicht gestürzt wäre, hätte ich vielleicht nicht einmal die Bimota gemacht.")
Der Neuaufbau des Motorrads war dann der Prototyp der ersten Baureihe von Bimota, der HB1 750 – HondaBimota1 mit 750 cm³.
Es folgte eine Reihe von Sportmotorrädern, die immer mit zugekauften Triebwerken der Großserienhersteller, aber in eigenem Design und mit richtungsweisenden Fahrwerken in Kleinserien gebaut wurden.

„Was mir wirklich Spaß macht, ist die Technik. Designer wurde ich, weil Bimota sich keinen leisten konnte.“

Nachdem er Bimota 1983 verlassen hatte, arbeitete er für kurze Zeit im Suzuki-Rennteam von Roberto Gallina, der den Rennfahrer Franco Uncini unter Vertrag hatte.
1985 holte ihn der aufstrebende Motorradunternehmer Claudio Castiglioni, der im selben Jahr auch Ducati erworben hatte, zu Cagiva. Tamburini wurde Chef des CRC (Cagiva Research Center) in San Marino – nahe seiner Heimatstadt Rimini, die er nicht verlassen wollte. 2008 schied er aus dem Unternehmen aus.

## Werke (Auswahl)

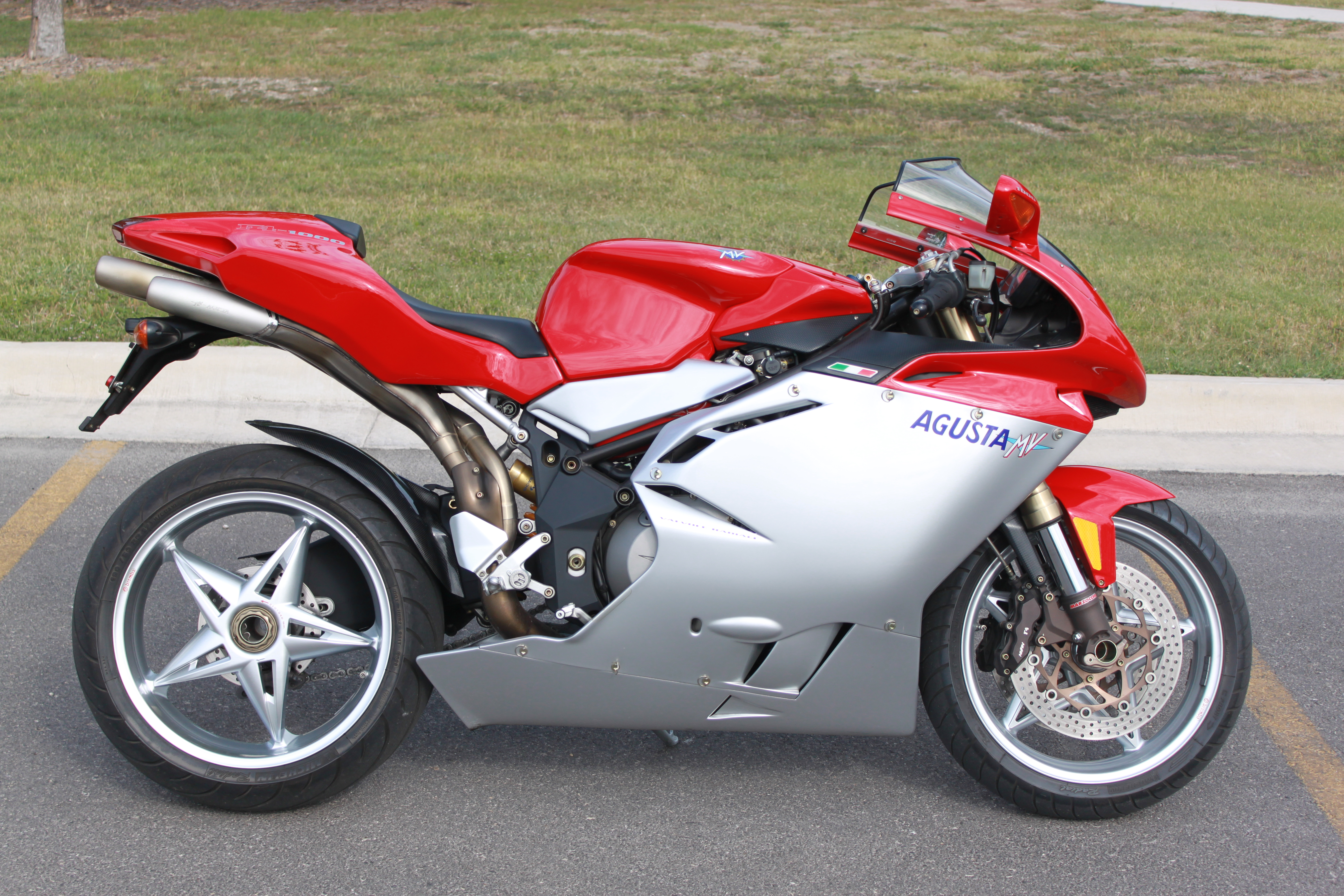
MV Agusta F4 1000 S

Massimo Tamburini entwickelte zahlreiche richtungsweisende Motorräder.
- 1975: Bimota HB1 750
- 1980: Bimota KB2 (Stahlrahmen aus geraden Rohren mit zum Kettenritzel koaxialem Schwingendrehpunkt; Triebwerke aus der Kawasaki Z 500 und Z 550)
- 1981: Bimota HB2 (Hybridrahmen aus Alu-Frästeilen und Stahlrohren mit Motoren der Honda-Bol-d’Or-Baureihen)
- 1985: Cagiva Aletta Oro 125
- 1986: Ducati Paso 750
- 1987: Cagiva Freccia C9
- 1994: Ducati 916
- 1998: MV Agusta F4
- 2001: MV Agusta Brutale